# Иосиф Франц Австрийский
Иосиф Франц Леопольд Антон Игнатий Мария фон Габсбург-Лотарингский (нем. Joseph Franz Leopold Anton Ignatius Maria von Habsburg-Lothringen; 28 марта 1895, Брно — 25 сентября 1957, Каркавелуш) — эрцгерцог Австрийский, принц Венгерский. Представитель Габсбург-Лотарингского дома. Как и его отец, последний палатин Венгрии, эрцгерцог Иосиф Австрийский рассматривался в качестве возможного претендента на венгерский престол в 1919—1920 годах. Потенциальный наследный принц Венгрии.

## Происхождение
Родился 28 марта 1895 года в Брно (Королевство Богемия, Австро-Венгрия). Старший сын эрцгерцога Иосифа Августа Австрийского (1872—1962) и принцессы Августы Марии Луизы Баварской (1875—1964), дочери Леопольда Баварского (1846—1930) и его жены австрийской эрцгерцогини Гизелы (1856—1932). По материнской линии — правнук императора Австро-Венгрии Франца Иосифа I.
Учился в средней школе в Будапеште, затем изучал право в университете. После этого учился в кадетской школе и Военной академии Людовика.

## Военная карьера
С 1915 года эрцгерцог Иосиф Франц Австрийский служил в чине прапорщика в 7-м немецком гусарском полку Вильгельма II. Через год получил чин старшего лейтенанта. За отвагу, проявленную в битве при Путне в Румынии, получил чин ротмистра.

## Дальнейшая жизнь
В 1919 году эрцгерцог был арестован сторонниками Венгерской советской республики. С помощью английской королевской семьи был освобожден и получил разрешение оставаться в Венгрии. С 1927 года был членом верхней палаты парламента, изучал экономику и получил докторскую степень.
С 1944 года эрцгерцог Иосиф Франц Австрийский проживал за пределами Венгрии. 5 сентября 1957 года 62-летний эрцгерцог Иосиф Франц скончался в Каркавелуше в Португалии. Его останки были захоронены на кладбище в Фельдафинге (Бавария).

## Брак и дети

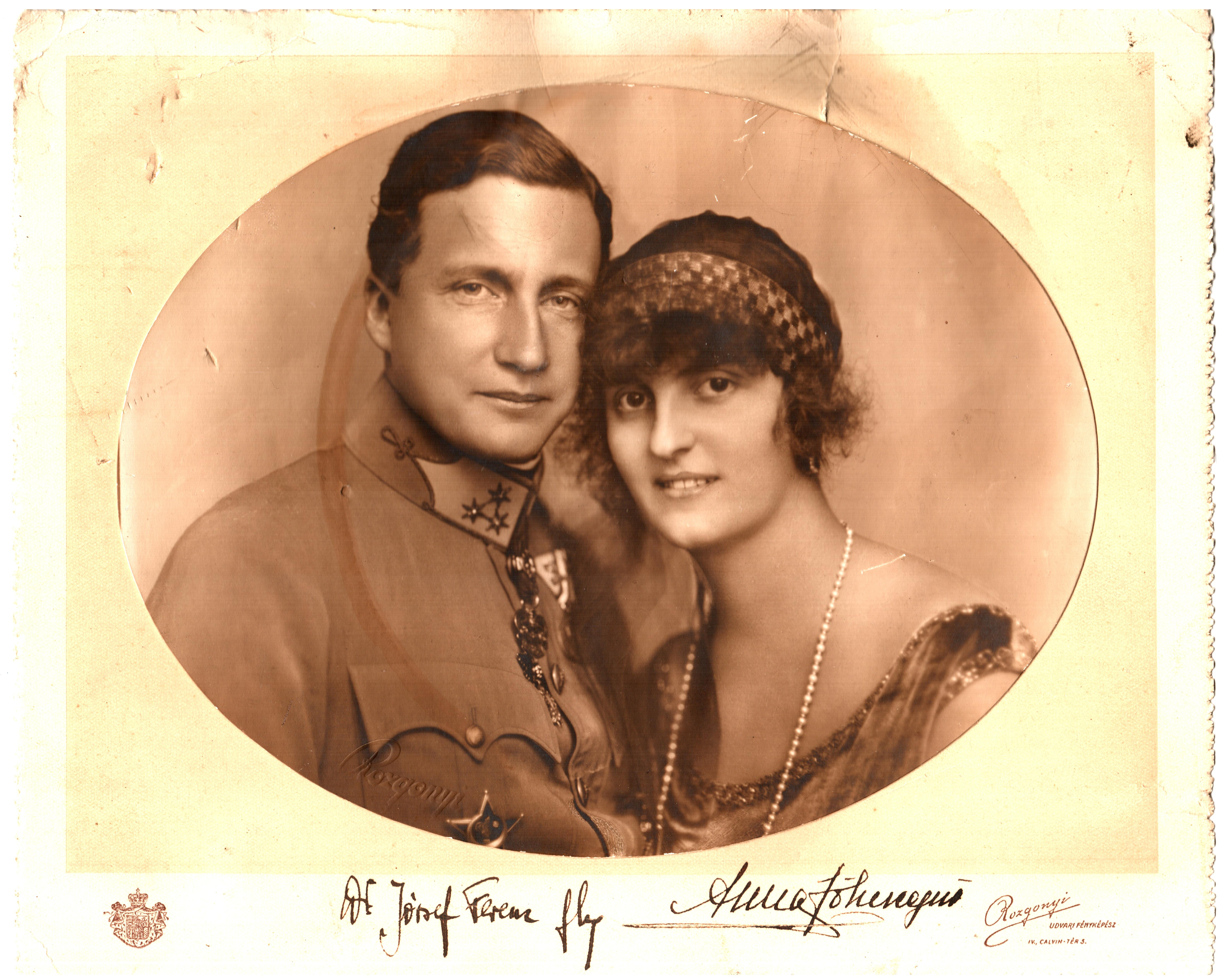
Принцесса Анна Саксонская и эрцгерцог Иосиф Франц Австрийский, 1920-е годы

4 октября 1924 года эрцгерцог Иосиф Франц Австрийский в замке Сибилленорт женился на принцессе Анне Саксонской (4 мая 1903 — 8 февраля 1976), младшей дочери последнего короля Саксонии Фридриха Августа III и эрцгерцогини Луизы Австрийской, принцессы Тосканской. Супруги имели восемь детей:
- Эрцгерцогиня Маргит Австрийская (17 августа 1925 — 3 мая 1979), муж с 1944 года Александр Кех[швед.] (23 марта 1914 — 30 июня 2008), который именовал себя принцем Эрба-Одескальки, принцем Монтелеоне.
- Эрцгерцогиня Илона Австрийская[англ.] (20 апреля 1927 — 11 января 2011), муж в 1946—1974 годах Георг Александр, герцог Мекленбургский (27 августа 1921 — 26 января 1996)
- Эрцгерцогиня Анна Терезия Австрийская (19 апреля 1928 — 28 ноября 1984)
- Эрцгерцог Иосиф Арпад Австрийский (8 февраля 1933 — 30 апреля 2017), женат с 1956 года на принцессе Марии фон Левенштайн-Вартхайм-Розенберг (род. 6 ноября 1935), восемь детей
- Эрцгерцог Иштван Доминик Австрийский (1 июля 1934 — 24 октября 2011), женат с 1971 года морганатическим браком на Марии Андерл (род. 27 апреля 1942). Супруги имели сына и дочь
- Эрцгерцогиня Мария Кинга Австрийская (род. 27 августа 1938), 1-й муж с 1959 года Эрнст Кис (род. 12 июля 1922), развод в 1974 году, 2-й муж с 1988 года Иоахим Крист (3 апреля 1919 — 15 января 2005). Сын и дочь от первого брака
- Эрцгерцог Геза Австрийский (род. 14 ноября 1940), 1-я жена с 1965 года Моника Декер (род. 1 декабря 1939), развод в 1991 году, 2-я жена с 1992 года Элизавета Джейн Кюнстадтер (род. 13 июля 1966). От первого брака — трое сыновей, от второго брака — дочь.
- Эрцгерцог Михель Австрийский (род. 5 мая 1942), женат с 1966 года на принцессе Кристиане фон Левенштайн-Вертхайм-Розенберг (род. 18 сентября 1940). Супруги имеют двух сыновей и дочь.